# Dick Greenwood
John Richard Heaton “Dick” Greenwood (Macclesfield, 11 settembre 1940) è un ex giocatore e allenatore di rugby a 15 che in carriera rappresentò l'Inghilterra in entrambi i ruoli, avendovi militato nel ruolo di terza linea dal 1966 al 1969 e poi essendone stato commissario tecnico dal 1983 al 1985.

## Biografia
Da giocatore fu un flanker che giocò per il Waterloo e rappresentò a livello nazionale la contea del Lancashire; a livello internazionale l'Inghilterra dal 1966 al 1969 in due tornei del Cinque Nazioni; in tale periodo disputò anche cinque incontri nella selezione a inviti dei Barbarians.
Dopo il ritiro dall'attività internazionale, negli anni settanta, fu ingaggiato dal Rugby Roma come giocatore/allenatore.
Dopo due terzi posti nelle prime due stagioni, un infortunio al tendine d'Achille lo tenne fuori per quasi tutta la stagione 1975-76 in cui fu solo praticamente allenatore, con la squadra al sesto posto, seguito l'anno dopo da un quinto che gli costò l'esonero; furono 51 in totale gli incontri di campionato per il club capitolino, ma l'avventura a Roma terminò un anno più tardi perché nella stessa estate dell'esonero si legò alla S.S. Lazio con lo stesso ruolo di giocatore e di tecnico; dopo un sesto posto finale ed entrambi i derby vinti contro il Rugby Roma, Greenwood tornò in Inghilterra.
Terminata l'attività, si impiegò allo Stonyhurst College di Clintone (Lancashire) come insegnante di educazione fisica e rugby; tra i suoi colleghi si trovava anche Brian Ashton, e tra gli alunni Will Greenwood, suo figlio.
Nel 1983 gli fu affidata la gestione della Nazionale inglese.
In seguito, dopo l'incarico da C.T., allenò anche il Preston Grasshoppers, ed è ormai ritirato dall'attività tecnica.
Suo figlio Will Greenwood (1972), ex rugbista anch'egli, divenne campione del mondo nel 2003 con la Nazionale inglese.
Dal 2006 al 2009 fu commentatore tecnico delle partite del Sei Nazioni trasmesse da LA7.
Nel 2015 è divenuto membro del consiglio direttivo della Federazione gallese di rugby a 13.